# CSA T20 Challenge 2016/17
Die CSA T20 Challenge 2016/17 war die 14. Saison der südafrikanischen Twenty20-Meisterschaft im Cricket und fand vom 12. November bis zum 16. Dezember 2016 statt. Dabei nahmen die sechs Franchises an dem Turnier teil, die auch im First-Class Cricket in Südafrika aktiv sind. Im Finale konnten sich die Titans gegen die Warriors mit 6 Runs.

## Franchises
Die folgenden Franchises nahmen an dem Wettbewerb teil:
| Franchise      | Provinzteams                | Heimstadion                          |
| -------------- | --------------------------- | ------------------------------------ |
| Cape Cobras    | Western Province, Boland    | Newlands Cricket Ground              |
| Knights        | Griqualand West, Free State | Mangaung Oval, De Beers Diamond Oval |
| Warriors       | Eastern Province, Border    | St George’s Park, Buffalo Park       |
| Highveld Lions | North West, Gauteng         | Wanderers Stadium, Senwes Park       |
| Titans         | Northerns, Easterns         | SuperSport Park                      |
| Dolphins       | KwaZulu-Natal               | Sahara Stadium Kingsmead             |

## Vorgeschichte
Der Cricketspieler Kevin Pieterson hatte bekannt gegeben, dass er wieder für die Dolphins spielen würde. Weiterhin wurde bekannt, dass er nur die letzten 5 Matches der Vorrunde spielen würde und die Play-offs mit dem Finale, sollten die Dolphins es soweit schaffen. Weiterhin haben viele südafrikanische Spieler für die erste Hälfte des Turnieres abgesagt, da sich die Südafrika Tour nach Australien 2016/17 mit dem Terminplan des Turnieres überschnitt. Am 2. September 2016 wurde bekannt, dass sich der bisherige Hauptsponsor zurückgezogen habe und das Turnier umbenannt wurde.

## Format
In der Gruppenphase spielt jedes Team gegen jedes. Der Gewinner bekommt 2 Punkte, bei Unentschieden 1 Punkt und bei Niederlage 0. Nach der Vorrunde zieht der Tabellenerste direkt in das Finale ein, der zweite und dritte Platz spielen in einem Halbfinale um den Einzug in das Finale.

## Gruppenphase
Tabelle
Stand der Tabelle zum Abschluss der Saison.
| Teams          | Sp. | S | N | U | R | NR | A | BP | Ded | Punkte | NRR    |
| -------------- | --- | - | - | - | - | -- | - | -- | --- | ------ | ------ |
| Titans         | 10  | 7 | 2 | 0 | 0 | 1  | 0 | 3  | 0   | 33     | +0.965 |
| Warriors       | 10  | 6 | 3 | 0 | 0 | 0  | 1 | 3  | 0   | 29     | +1.047 |
| Highveld Lions | 10  | 5 | 5 | 0 | 0 | 0  | 0 | 0  | 0   | 20     | −0.562 |
| Cape Cobras    | 10  | 3 | 4 | 0 | 0 | 1  | 2 | 1  | 0   | 19     | +0.012 |
| Dolphins       | 10  | 3 | 6 | 0 | 0 | 0  | 1 | 1  | 0   | 15     | −0.483 |
| Knights        | 10  | 3 | 7 | 0 | 0 | 0  | 0 | 2  | 0   | 14     | −0.811 |

Spiele
| 12. November Scorecard | Johannesburg | Knights 184-8 (20)          | – | Cape Cobras 146 (17.2) |
|                        |              | Knights gewinnt mit 38 Runs |   |                        |

| 12. November Scorecard | Johannesburg | Titans 194-4 (20)          | – | Highveld Lions 152-8 (20) |
|                        |              | Titans gewinnt mit 42 Runs |   |                           |

| 13. November Scorecard | Durban | Dolphins 115-9 (20)            | – | Warriors 118-3 (15.5) |
|                        |        | Warriors gewinnt mit 7 Wickets |   |                       |

| 16. November Scorecard | Paarl | Cape Cobras 141-6 (20)       | – | Titans 142-4 (18.2) |
|                        |       | Titans gewinnt mit 6 Wickets |   |                     |

| 16. November Scorecard | Durban | Dolphins 193-4 (20)          | – | Highveld Lions 144 (19.3) |
|                        |        | Dolphins gewinnt mit 49 Runs |   |                           |

| 18. November Scorecard | Kapstadt | Cape Cobras 163-8 (20)          | – | Warriors 151-8 (20) |
|                        |          | Cape Cobras gewinnt mit 12 Runs |   |                     |

| 18. November Scorecard | Benoni | Knights 185-6 (20)           | – | Titans 186-7 (19.5) |
|                        |        | Titans gewinnt mit 3 Wickets |   |                     |

| 20. November Scorecard | Bloemfontein | Titans 185-4 (20)          | – | Dolphins 127-8 (20) |
|                        |              | Titans gewinnt mit 58 Runs |   |                     |

| 20. November Scorecard | Bloemfontein | Warriors 157-5 (50)          | – | Knights 115 (18.2) |
|                        |              | Warriors gewinnt mit 42 Runs |   |                    |

| 20. November Scorecard | Potchefstroom | Highveld Lions 165-5 (19.1/19.1)      | – | Cape Cobras 66-3 (6/6) |
|                        |               | Lions gewinnt mit 3 Runs (D/L method) |   |                        |

| 23. November Scorecard | Kapstadt | Cape Cobras | – | Dolphins |
|                        |          | No Result   |   |          |

| 25. November Scorecard | Bloemfontein | Knights 153-4 (20)             | – | Dolphins 154-2 (18.3) |
|                        |              | Dolphins gewinnt mit 8 Wickets |   |                       |

| 25. November Scorecard | Centurion | Cape Cobras 115-4 (10/10) | – | Titans 7-0 (1/10) |
|                        |           | No Result                 |   |                   |

| 25. November Scorecard | Port Elizabeth | Warriors 152-5 (20)            | – | Highveld Lions 153-4 (17.5) |
|                        |                | Warriors gewinnt mit 6 Wickets |   |                             |

| 27. November Scorecard | Kimberley | 168-5 (20)                 | – | Knights 158-6 (20) |
|                        |           | Titans gewinnt mit 10 Runs |   |                    |

| 27. November Scorecard | Johannesburg | Highveld Lions 175-5 (20) | – | Dolphins 169-9 (20) |
|                        |              | Lions gewinnt mit 6 Runs  |   |                     |

| 30. November Scorecard | Durban | Titans 170-4 (20)              | – | Dolphins 171-4 (19.2) |
|                        |        | Dolphins gewinnt mit 6 Wickets |   |                       |

| 30. November Scorecard | Port Elizabeth | Knights 93 (19.4)              | – | Warriors 94-2 (11.2) |
|                        |                | Warriors gewinnt mit 8 Wickets |   |                      |

| 2. Dezember Scorecard | Kimberley | Highveld Lions 182-5 (20) | – | Knights 162-6 (20) |
|                       |           | Lions gewinnt mit 20 Runs |   |                    |

| 2. Dezember Scorecard | Centurion | Titans 147 (19.2)              | – | Warriors 148-4 (18.5) |
|                       |           | Warriors gewinnt mit 6 Wickets |   |                       |

| 4. Dezember Scorecard | Durban | Highveld Lions 157 (19.5) | – | Warriors 152 (20) |
|                       |        | Lions gewinnt mit 5 Runs  |   |                   |

| 4. Dezember Scorecard | Durban | Dolphins 178-5 (20)               | – | Cape Cobras 181-3 (18.4) |
|                       |        | Cape Cobras gewinnt mit 7 Wickets |   |                          |

| 7. Dezember Scorecard | Kapstadt | Knights 146-8 (20)                | – | Cape Cobras 152-2 (14.4) |
|                       |          | Cape Cobras gewinnt mit 8 Wickets |   |                          |

| 7. Dezember Scorecard | Centurion | Titans 230-5 (20)          | – | Highveld Lions 184-7 (20) |
|                       |           | Titans gewinnt mit 46 Runs |   |                           |

| 7. Dezember Scorecard | East London | Dolphins 216-5 (20)            | – | Warriors 217-3 (19) |
|                       |             | Warriors gewinnt mit 7 Wickets |   |                     |

| 9. Dezember Scorecard | Potchefstroom | Highveld Lions 125-8 (20)               | – | Knights 112-2 (18/18) |
|                       |               | Knights gewinnt mit 3 Runs (D/L method) |   |                       |

| 9. Dezember Scorecard | Port Elizabeth | Warriors | – | Cape Cobras |
|                       |                | Abgesagt |   |             |

| 11. Dezember Scorecard | Paarl | Highveld Lions 139-8 (20) | – | Cape Cobras 117 (19) |
|                        |       | Lions gewinnt mit 22 Runs |   |                      |

| 11. Dezember Scorecard | Durban | Dolphins 59-5 (8/8)                        | – | Knights 68-1 (6/8) |
|                        |        | Knights gewinnt mit 9 Wickets (D/L method) |   |                    |

| 11. Dezember Scorecard | East London | Warriors 80-2 (5/5)                    | – | Titans 74-2 |
|                        |             | Titans gewinnt mit 6 Runs (D/L method) |   |             |

## Playoffs

### Halbfinale
| 13. Dezember Scorecard |  | Highveld Lions 136-7 (20)      | – | Warriors 138-3 (18.2) |
|                        |  | Warriors gewinnt mit 7 Wickets |   |                       |

### Finale
| 16. Dezember Scorecard |  | Titans 155-6 (20)         | – | Warriors 149-6 (20) |
|                        |  | Titans gewinnt mit 6 Runs |   |                     |